# هنري هاميلتون (محامي)
هنري هاميلتون (بالإنجليزية: Henry Hamilton)‏ هو قاضي ومحامي أمريكي، ولد في 28 مارس 1788، وتوفي في 1 يونيو 1846.